# ذكريات (فلم تلفزيوني)
ذكريات هو فيلم تلفزيوني درامي كويتي، عُرض للمرة الأولى عام 1987. تدور أحداثه حول لولوة التي قضت سبع سنوات في أحد مستشفيات الطب النفسي، ويقرر الطبيب أنه يمكنها الخروج، لكنها تخاف من مواجهة العالم الخارجي.

## روابط خارجية
- مقالات تستعمل روابط فنية بلا صلة مع ويكي بيانات